# Justus Riesner
Justus Riesner est un comédien et acteur allemand, né en 1997 à Henstedt-Ulzburg. Il est surtout connu pour son rôle de Alistair Ellington dans la série Maxton Hall : Le monde qui nous sépare et pour son rôle de Felix dans la série Loving Her (de).

## Biographie
Justus Riesner est né en 1997 à Henstedt-Ulzburg. Après le lycée, il part aux États-Unis pour y étudier l'art dramatique à la School of Dramatic Arts de l'Université de Californie du Sud.
Il commence sa carrière au théâtre, en participant à des productions telles que Twelfth Night, A Stone Is Nobody's, et Les Trois Sœurs de Tchekhov. 
En 2019, Justus fait ses débuts au cinéma dans le court-métrage de fiction Heartstrings, suivi du webfilm Found Dog.
Enfin, en 2024, il tient le rôle de Alistair Ellington dans la série Maxton Hall : Le monde qui nous sépare qui atteint la plus grande audience mondiale jamais enregistrée pour une première semaine, lui donnant une notoriété mondiale.

## Filmographie

### Télévision
- 2023: Loving Her (de): Felix (3 épisodes)
- depuis 2024: Maxton Hall : Le monde qui nous sépare: Alistair Ellington

### Théatre
- 2017 : Eurydice, mise en scène Suzanne Hunt-Jenner: Big Stone
- 2018 : Sherlock Through The Looking Glass, mise en scène William Hickman: Lestrade/Tweedledee
- 2018 : Twelfth Night, mise en scène Debbie Taylor: Antonio
- 2019 : A Stone Is Nobody's, mise en scène Cara Phipps: George
- 2020 : Les Trois Sœurs mise en scène Nancy Cheryll Davis: Chebutykin

### Cinéma
- 2018: Smile: (Court métrage)
- 2019: Heartstrings: (Court métrage)
- 2019: Found Dog: (Court métrage)